# ウィリー・モー・ペーニャ
ウィリー・モデスト・ペーニャ・グティエレス（Wily Modesto Peña Gutierrez, 1982年1月23日 - ）は、ドミニカ共和国バルベルデ州ラグナ・サラダ出身の元プロ野球選手（外野手、内野手）。右投右打。

## 経歴

### プロ入りとヤンキース傘下時代
1998年に当時のドラフト外野手選手史上最高金額となる4年370万ドルのメジャー契約を結びニューヨーク・ヤンキースに入団した。

### レッズ時代
2001年にドリュー・ヘンソン、マイケル・コールマンとのトレードで、シンシナティ・レッズへ移籍した。
2002年9月10日のピッツバーグ・パイレーツ戦でメジャーデビュー。
2003年は80試合に出場したが三振率が30パーセント近く、打率.218・5本塁打・OPS.641に終わる。
2004年は、契約の都合でマイナー降格がなく前年を上回る110試合に出場し、ケン・グリフィー・ジュニアの故障によりレギュラーにも定着した。30パーセント近い三振率ながら336打数で25本塁打を記録した。
2005年は、4月下旬から6月上旬まで左大腿痛で故障者リスト入りする。99試合に出場し、三振率が35パーセント近くながら19本塁打、9月28日のミルウォーキー・ブルワーズ戦の守備でフェンスに激突して故障者リスト入りし、シーズンを終了。

### レッドソックス時代
2006年はシーズン開幕前の3月に第1回ワールド・ベースボール・クラシック(WBC)のドミニカ共和国代表に選出された。シーズン開幕前にブロンソン・アローヨとのトレードで、ボストン・レッドソックスに移籍した。故障もあり84試合の出場に終わったが、打率.301。

### ナショナルズ傘下時代

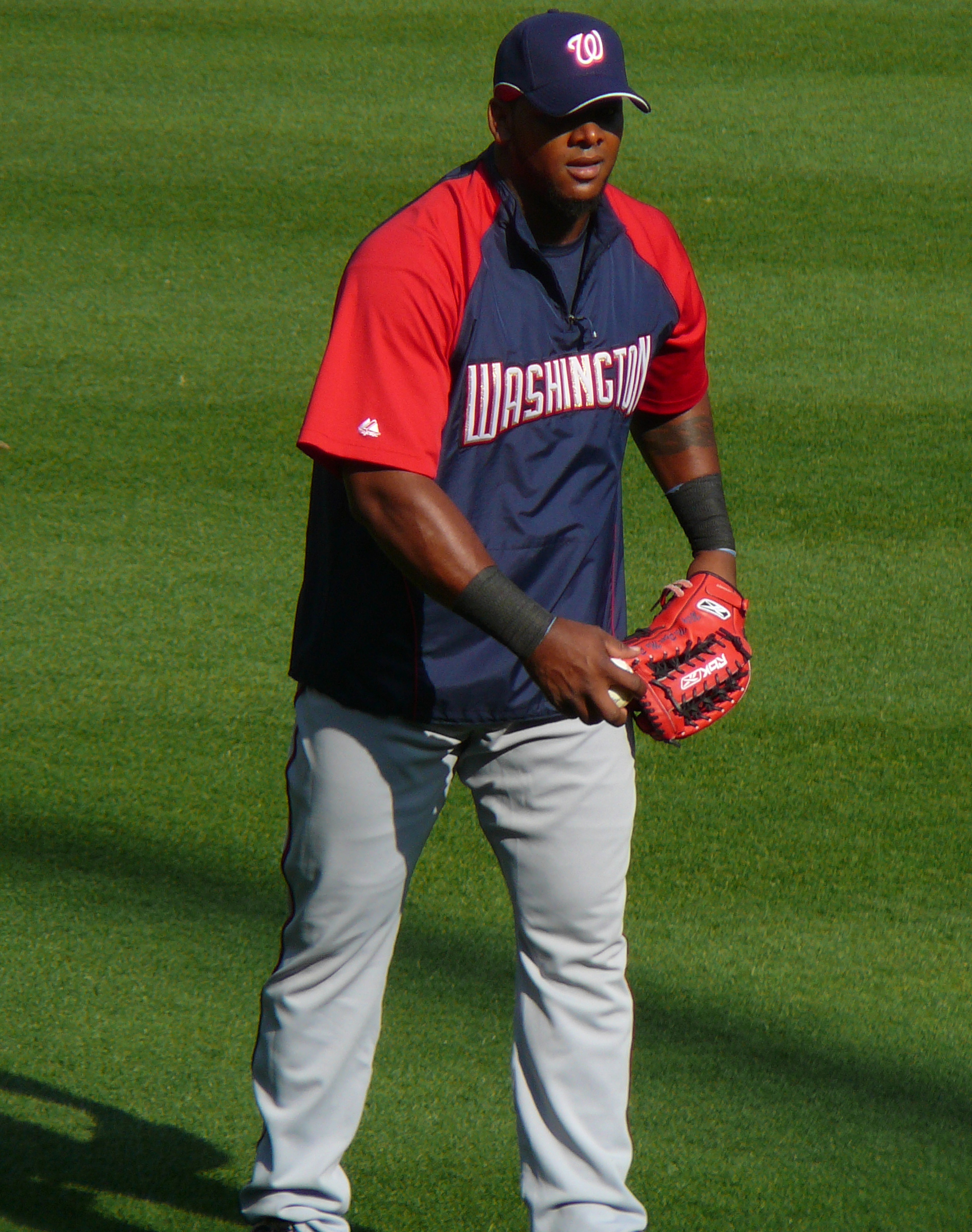
ナショナルズ時代（2008年）

2007年8月17日にトレードでワシントン・ナショナルズへ移籍した。移籍後は左翼手のレギュラーに定着し、37試合で8本塁打を記録した。オフの12月には1年200万ドルで契約を延長した。
2008年は、64試合の出場で打率.205・2本塁打・10打点・OPS.509。
2009年3月28日にDFAとなった。

### メッツ傘下時代
2009年4月20日にニューヨーク・メッツとマイナー契約を結んだ。6月22日に FAとなる。オフにはドミニカ共和国のウィンターリーグに参加した。

### ブルーフィッシュ時代
2010年5月30日にアトランティック・リーグのブリッジポート・ブルーフィッシュと契約。

### ブルーフィッシュ退団後
2010年7月19日にサンディエゴ・パドレスとマイナー契約を結んだ。オフの12月1日にアリゾナ・ダイヤモンドバックスとマイナー契約。
2011年は打者有利の球場を本拠地とする傘下のAAA級リノ・エーシズで63試合に出場し打率.363・21本塁打・OPS1.165を記録し、6月21日にメジャー昇格する。7月24日に自由契約となった。

### マリナーズ時代
2011年7月27日にシアトル・マリナーズとマイナー契約、8月13日にメジャー昇格し、指名打者として22試合に出場。オフの10月30日にFAとなった。ドミニカ共和国のウィンターリーグに参加。

### ソフトバンク時代

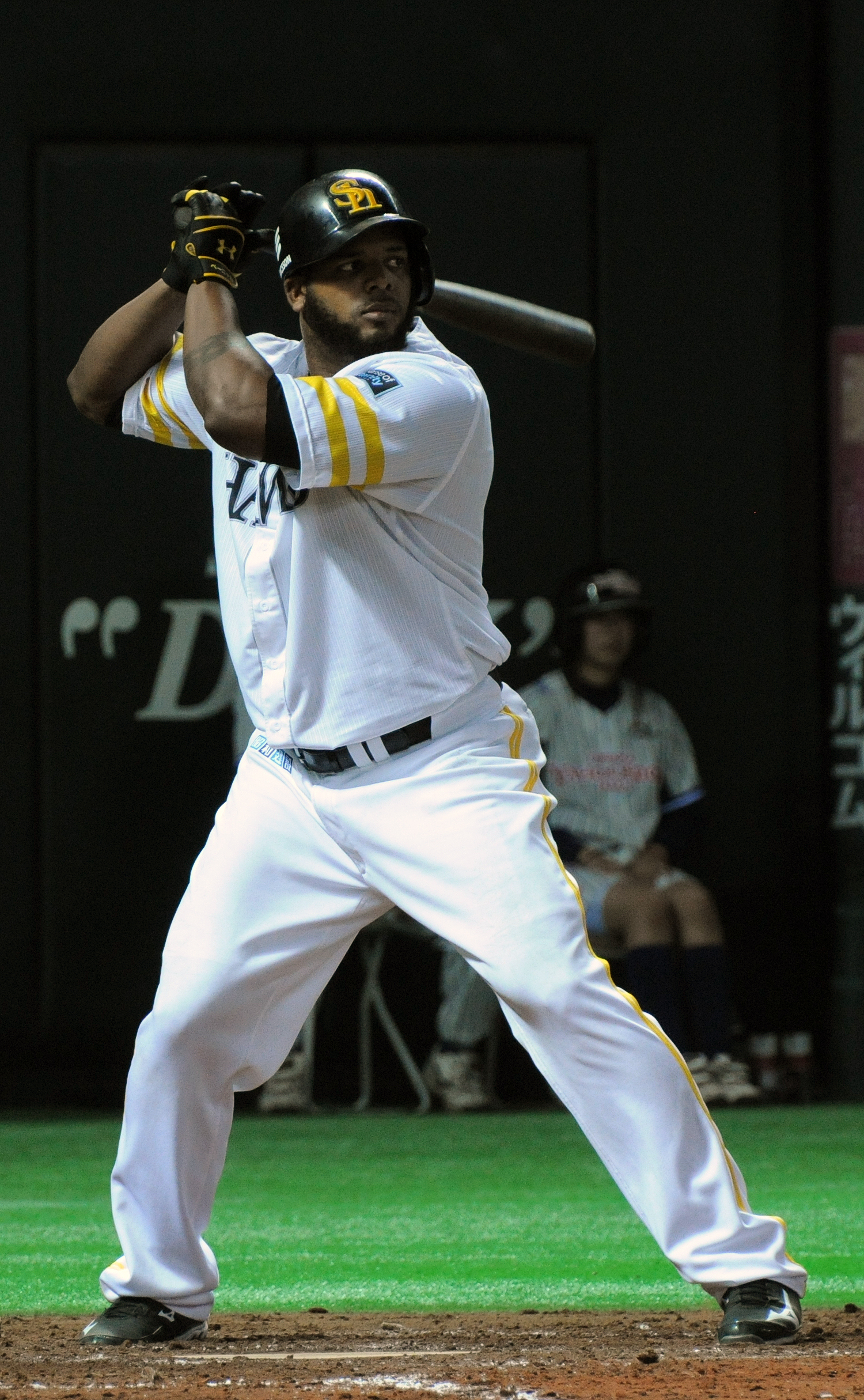
福岡ソフトバンクホークス時代（2012年4月15日）

2011年12月2日、福岡ソフトバンクホークスへの入団が決定した。登録名はW.M.ペーニャ。東日本大震災復興支援財団に本塁打を1本打つごとに2万5000円寄付（40本以下の場合は100万円を寄付）することを公表した。
2012年は130試合に出場し、リーグ4位の21本塁打。
2013年はシーズン開幕前の1月9日に背番号が「8」から「55」に変更された。5月9日に登録を抹消、二軍では打率.288、4本塁打と成績を残し、6月12日に再登録されたが、7月1日に再び登録抹消。9月12日に一軍登録後はシーズン終了まで一軍に在籍したが、55試合の出場で本塁打1本、打率も.233の成績に終わり、シーズン終了後の10月15日に球団から退団が発表された。

### オリックス時代
2013年12月11日にオリックス・バファローズが契約を発表した。背番号は42で、登録名はミドルネームを表記しないW.ペーニャとなり、楽天・ロッテ時代もこの表記となっていた。
2014年は移籍1年目からチームの主砲として君臨する。140試合に出場し、打率.255、32本塁打（リーグ3位）、90打点（リーグ2位タイ）という打撃成績を記録し、2013年の不振から脱却した。前年5位だったチームをソフトバンクとのリーグ優勝争い、2位躍進に導く活躍を見せたが、シーズン終了後、オリックス球団に残留を希望していた。しかし、球団はペーニャの希望条件を受け入れることはなく、残留交渉は決裂に終わり、12月2日に自由契約公示された。

### 楽天時代
2015年3月9日に東北楽天ゴールデンイーグルスと内野手として契約合意し、背番号が「42」となったことが発表された。3月29日の北海道日本ハムファイターズ戦で、審判員に侮辱行為を行い退場処分となった。翌日、厳重注意と制裁金10万円が科された。多くの四死球を得て内野ゴロでも全力疾走したことで4割近い出塁率となったが、得点圏での打率が低かった。さらに125試合に出場したものの打撃3部門は全て前年を下回り、本塁打も20発を下回る17本に終わった。10月31日、球団から戦力外通告を受けたと報道された。

### インディアンス傘下時代
2017年2月6日にクリーブランド・インディアンスとマイナー契約を結ぶ。

### ロッテ時代
2017年6月6日に千葉ロッテマリーンズと契約合意し、背番号が「54」となったことが発表された。契約はシーズン終了までであり、推定年俸は30万ドル。
2017年6月18日の公示で出場選手登録された。6月23日のオリックス・バファローズ戦で1回表に山岡泰輔からロッテ移籍後初安打、初打点を記録。しばらくは本塁打がでなかったが、8月2日の北海道日本ハムファイターズ戦で2回裏に有原航平から77打席目にしてようやく放つ。さらに6回裏にも本塁打を放ち、この試合2本のアーチで勝利に貢献した。この試合を皮切りに本塁打を重ね、途中加入ながらチームトップの15本塁打・チーム3位の38打点だった。特徴的だったのは日本ハムとの対戦成績で15本塁打のうち7本、更に打率も他のパ・リーグ球団との対戦成績は1割台から2割6分台だったが、日本ハムとの対戦成績は打率.340と相性が良かった。オフの12月2日に自由契約公示された。

### 現役引退後
2018年にフロリダ州タンパに「ウィリー・モー・ベースボール・アカデミー」を設立し、野球指導者として活動している。

## 選手としての特徴
かつては『サミー・ソーサ二世』と将来を期待され、マニー・アクタからは「シーズン35本塁打を打てるポテンシャルを備えている」と評された。
アダム・ダンを上回ると評されたパワーを持ち、476フィート（約145メートル）の特大本塁打を放ったこともある長打力を持ち味とするが、打撃技術に欠け、速球や内角球に強い一方で外角へ逃げる変化球に弱い。メジャー通算で右投手に対しては打率.237と苦手にしているが、左投手に対しては打率.275と得意とする。選球眼が悪く、メジャー通算の三振率が30パーセントを越えるなど三振が多い。
いわゆる「アーチスト」の放物線を描くような弾道とは異なり、時には野手のグラブをはじき飛ばすほど強烈な低く速い弾丸ライナーが特徴である。
MLB時代は外野手としてプレーしたが、左翼守備ではメジャー通算UZR-10.6、DRS-1であり、平均を下回る。強肩で果敢にダイビングキャッチも試みるが、打球の軌道を読み違えることが多く、送球の正確さにも欠ける。日本では主に指名打者として起用されている。2014年には一塁手も務めた。2015年に入団した東北楽天，2017年度に入団した千葉ロッテでは内野手登録となる。
足も速い。一塁走者が一・二塁間で挟まれる間に本盗を成功させたり、レフトフライの間に一塁から二塁へとタッチアップを決めたりしている。

## 詳細情報

### 年度別打撃成績
| 年 度    | 球 団        | 試 合 | 打 席 | 打 数 | 得 点 | 安 打 | 二 塁 打 | 三 塁 打 | 本 塁 打 | 塁 打 | 打 点 | 盗 塁 | 盗 塁 死 | 犠 打 | 犠 飛 | 四 球 | 敬 遠 | 死 球 | 三 振 | 併 殺 打 | 打 率 | 出 塁 率 | 長 打 率 | O P S |
| -------- | ------------ | ----- | ----- | ----- | ----- | ----- | -------- | -------- | -------- | ----- | ----- | ----- | -------- | ----- | ----- | ----- | ----- | ----- | ----- | -------- | ----- | -------- | -------- | ----- |
| 2002     | CIN          | 13    | 18    | 18    | 1     | 4     | 0        | 0        | 1        | 7     | 1     | 0     | 0        | 0     | 0     | 0     | 0     | 0     | 11    | 0        | .222  | .222     | .389     | .611  |
| 2003     | CIN          | 80    | 181   | 165   | 20    | 36    | 6        | 1        | 5        | 59    | 16    | 3     | 2        | 1     | 0     | 12    | 2     | 3     | 53    | 2        | .218  | .283     | .358     | .641  |
| 2004     | CIN          | 110   | 364   | 336   | 45    | 87    | 10       | 1        | 26       | 177   | 66    | 5     | 2        | 0     | 0     | 22    | 1     | 6     | 108   | 7        | .259  | .316     | .527     | .843  |
| 2005     | CIN          | 99    | 335   | 311   | 42    | 79    | 17       | 0        | 19       | 153   | 51    | 2     | 1        | 0     | 1     | 20    | 0     | 3     | 116   | 7        | .254  | .304     | .492     | .796  |
| 2006     | BOS          | 84    | 304   | 276   | 36    | 83    | 15       | 2        | 11       | 135   | 42    | 0     | 1        | 0     | 5     | 20    | 0     | 3     | 90    | 7        | .301  | .349     | .489     | .838  |
| 2007     | BOS          | 73    | 172   | 156   | 18    | 34    | 9        | 1        | 5        | 60    | 17    | 0     | 1        | 0     | 0     | 14    | 0     | 2     | 58    | 5        | .218  | .291     | .385     | .676  |
| 2007     | WSH          | 37    | 145   | 133   | 24    | 39    | 4        | 0        | 8        | 67    | 22    | 2     | 0        | 0     | 0     | 8     | 2     | 4     | 36    | 2        | .293  | .352     | .504     | .856  |
| '07計    | WSH          | 110   | 317   | 289   | 42    | 73    | 13       | 1        | 13       | 127   | 39    | 2     | 1        | 0     | 0     | 22    | 2     | 6     | 94    | 7        | .253  | .319     | .439     | .758  |
| 2008     | WSH          | 64    | 206   | 195   | 10    | 40    | 6        | 0        | 2        | 52    | 10    | 0     | 1        | 0     | 1     | 10    | 0     | 0     | 48    | 5        | .205  | .243     | .267     | .510  |
| 2011     | ARI          | 17    | 46    | 46    | 7     | 9     | 0        | 0        | 5        | 24    | 7     | 0     | 0        | 0     | 0     | 0     | 0     | 0     | 19    | 1        | .196  | .196     | .522     | .717  |
| 2011     | SEA          | 22    | 74    | 67    | 8     | 14    | 3        | 0        | 2        | 23    | 8     | 0     | 0        | 0     | 0     | 5     | 0     | 2     | 20    | 1        | .209  | .284     | .343     | .627  |
| '11計    | SEA          | 39    | 120   | 113   | 15    | 23    | 3        | 0        | 7        | 47    | 15    | 0     | 0        | 0     | 0     | 5     | 0     | 2     | 39    | 2        | .204  | .250     | .416     | .666  |
| 2012     | ソフトバンク | 130   | 507   | 461   | 52    | 129   | 30       | 2        | 21       | 226   | 76    | 2     | 0        | 0     | 3     | 35    | 2     | 8     | 130   | 11       | .280  | .339     | .490     | .829  |
| 2013     | ソフトバンク | 55    | 171   | 150   | 8     | 35    | 6        | 1        | 1        | 46    | 16    | 0     | 0        | 0     | 1     | 15    | 0     | 5     | 52    | 4        | .233  | .322     | .307     | .628  |
| 2014     | オリックス   | 140   | 572   | 502   | 68    | 128   | 20       | 0        | 32       | 244   | 90    | 2     | 0        | 0     | 1     | 59    | 6     | 10    | 124   | 15       | .255  | .344     | .486     | .830  |
| 2015     | 楽天         | 125   | 492   | 406   | 51    | 109   | 20       | 1        | 17       | 182   | 40    | 1     | 3        | 0     | 0     | 70    | 0     | 16    | 111   | 5        | .268  | .396     | .448     | .845  |
| 2017     | ロッテ       | 70    | 252   | 219   | 24    | 53    | 14       | 0        | 15       | 112   | 38    | 0     | 0        | 0     | 2     | 26    | 0     | 5     | 72    | 8        | .242  | .333     | .511     | .845  |
| MLB：8年 | MLB：8年     | 599   | 1845  | 1703  | 211   | 425   | 70       | 5        | 84       | 757   | 240   | 12    | 8        | 1     | 7     | 111   | 5     | 23    | 559   | 37       | .250  | .303     | .445     | .748  |
| NPB：5年 | NPB：5年     | 520   | 1994  | 1738  | 203   | 454   | 90       | 4        | 86       | 810   | 260   | 5     | 3        | 0     | 7     | 205   | 8     | 44    | 489   | 43       | .261  | .353     | .466     | .819  |

### 年度別守備成績
| 年 度 | 球 団        | 外野  | 外野  | 外野  | 外野  | 外野  | 外野     | 一塁  | 一塁  | 一塁  | 一塁  | 一塁  | 一塁     |
| 年 度 | 球 団        | 試 合 | 刺 殺 | 補 殺 | 失 策 | 併 殺 | 守 備 率 | 試 合 | 刺 殺 | 補 殺 | 失 策 | 併 殺 | 守 備 率 |
| ----- | ------------ | ----- | ----- | ----- | ----- | ----- | -------- | ----- | ----- | ----- | ----- | ----- | -------- |
| 2012  | ソフトバンク | 20    | 29    | 1     | 2     | 0     | .938     | -     | -     | -     | -     | -     | -        |
| 2013  | ソフトバンク | 1     | 0     | 0     | 1     | 0     | .000     | -     | -     | -     | -     | -     | -        |
| 2014  | オリックス   | -     | -     | -     | -     | -     | -        | 8     | 63    | 5     | 1     | 5     | .986     |
| 2015  | 楽天         | -     | -     | -     | -     | -     | -        | 17    | 125   | 6     | 1     | 15    | .992     |
| 2017  | ロッテ       | -     | -     | -     | -     | -     | -        | 1     | 11    | 0     | 0     | 1     | 1.000    |
| NPB   | NPB          | 21    | 29    | 1     | 3     | 0     | .909     | 26    | 199   | 11    | 2     | 21    | .990     |

### 表彰
NPB
- ベストナイン：1回（2012年）
- 月間MVP：1回（野手部門：2014年3・4月）
- オールスターゲーム敢闘選手賞：1回（2014年第2戦）
- ホームランダービー優勝：1回（2012年第2戦）

### 記録

#### NPB
初記録
- 初出場・初先発出場：2012年3月30日、対オリックス・バファローズ1回戦（福岡Yahoo! JAPANドーム）、7番・指名打者で先発出場
- 初打席・初安打：同上、2回裏にアルフレッド・フィガロから一塁内野安打
- 初盗塁：同上、6回裏に二盗（投手：エバン・マクレーン、捕手：伊藤光）
- 初打点：2012年4月5日、対東北楽天ゴールデンイーグルス3回戦（日本製紙クリネックススタジアム宮城）、6回表にジム・ハウザーから遊撃ゴロ野手選択の間に記録
- 初本塁打：2012年4月8日、対埼玉西武ライオンズ3回戦（西武ドーム）、4回表に石井一久から左越3ラン

その他記録
- オールスターゲーム出場：2回（2012年、2014年）

### 背番号
- 26（2005年、2007年 - 2008年）
- 22（2006年 - 2007年）
- 16（2007年、2011年）
- 29（2011年）
- 8（2012年）
- 55（2013年）
- 42（2014年 - 2015年）
- 54（2017年6月16日 - 同年終了）

### 登録名
- W.M.ペーニャ（2012年 - 2013年）
- W.ペーニャ（2014年 - 2015年、2017年）

### 代表歴
- 2006 ワールド・ベースボール・クラシック・ドミニカ共和国代表